# Orongo (Velikonoční ostrov)
Orongo je obřadní vesnice na Velikonočním ostrově, která byla až do devatenáctého století centrem kultu Ptačího muže. Vesnice již přes sto let není obývaná a dnes je jedním z turistických cílů na ostrově. Orongo je součástí národního parku Rapa nui, který je na seznamu Světového dědictví UNESCO.

## Lokalita

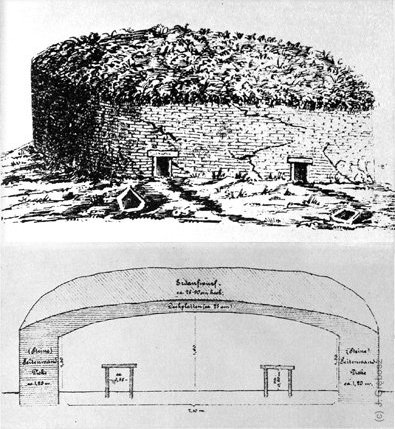
Skica kamenného domu z Oronga, pořízená během výpravy německého kapitána Geisslera roku 1882

Vesnice Orongo se nachází na dramatickém místě jihozápadní části hřebenu kráteru Rano Kau, kde se střetává téměř dvěstěpadesátimetrový vnější svah vytvářející západní mořské útesy kráteru s vnitřním svahem kráteru, končícím v kráterovém jezeře. Ve vesnici je téměř padesát kamenných domů oválného půdorysu, které jsou výrazně zahloubeny v zemi. Domy mají téměř ploché střechy, dnes porostlé trávou; tráva na střechách v dnešní době místy téměř splývá s okolním porostem.

## Historie vesnice
Orongo bylo až do šedesátých let devatenáctého století centrem kultu Ptačího muže, kterým bylo každoroční provozování závodu o přinesení prvního vejce ptáka Manutara, rybáka černohřbetého (Sterna fuscata) z ostrůvku Motu Nui do Oronga. Vítěz závodu obdržel titul Ptačí muž roku a obdržel četné výsady, mimo jiné roční pobyt ve vesnici Orongo. V šedesátých letech devatenáctého století již téměř celá populace původních obyvatel vymřela zčásti zavlečením do otroctví, zčásti nemocemi a když zbytek obyvatel přijal křesťanství, bylo kultu Ptačího muže na naléhání misionářů zanecháno a Orongo bylo opuštěno.

## Hoa Hakananai'a

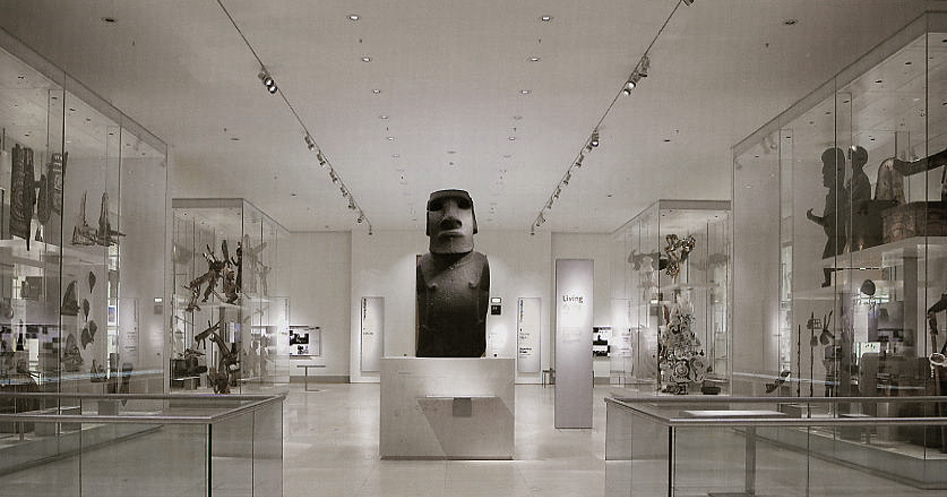
Moai Hakananai'a v Britském muzeu v Londýně

Až do roku 1868 byla ve vesnici Orongo postavena socha moai pojmenovaná Hoa Hakananai'a. Jméno sochy přibližně znamená „ukradený nebo ukrytý přítel“. 7. listopadu 1868 byla socha naložena posádkou na loď HMS Topaze a odvezena do Portsmouthu. Zatímco většina ostatních moai byla vytesána z tufu, Hoa Hakananai'a byla jako jedna z pouhých deseti soch moai vytesána z mnohem tvrdšího čediče. Socha je vysoká 2,42 metru a váží okolo čtyř tun". Socha je dnes je umístěna v Britském muzeu v Londýně.
Původně měla socha oči z obsidiánu a byla obarvena bílou a červenou barvou. Barva však byla během plavby do Londýna smyta.

## Mata Ngarau a petroglyfy

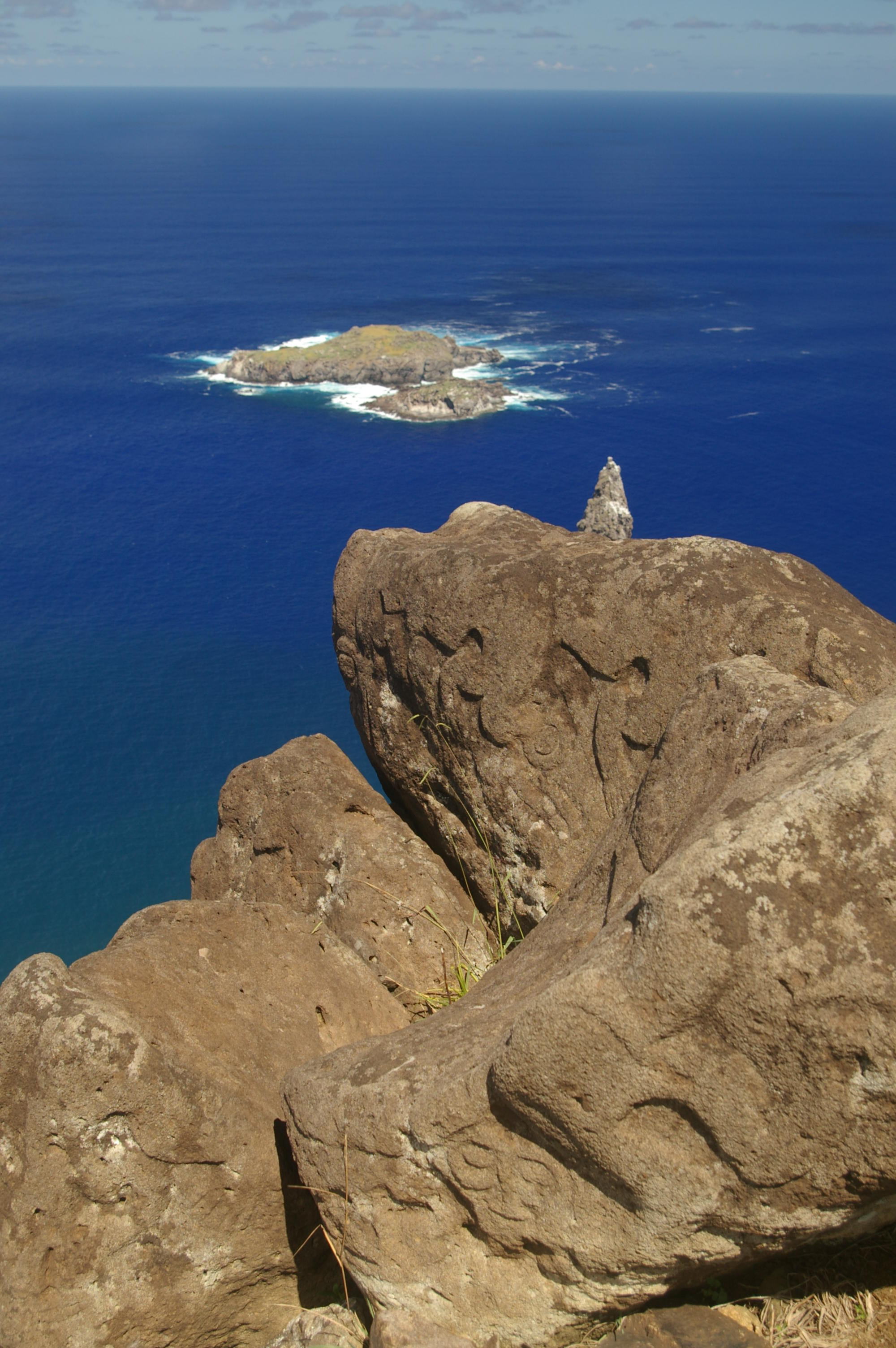
Petroglyf Ptačího muže na skále poblíž Mata Ngarau

Mata Ngarau bylo centrum kultu Ptačího muže ve vesnici Orongo, kde kněz zpěvy a modlitbami přivolával úspěch závodu. V okolí Oronga a zejména u Mata Ngarau je množství skalních petroglyfů, zobrazujících především Tangata Manu, vítěze závodu Ptačího muže.